# Larrousse
Larrousse, ursprungligen Larrousse Calmels, var ett franskt formel 1-stall som tävlade i slutet av 1980-talet och början av 1990-talet.

## Historik
Larrousse startades säsongen 1987 av den tidigare racerföraren och chefen för Renault Sport, Gérard Larrousse, och hans vän Didier Calmels. 1989 dömdes Calmels till sju års fängelse efter att ha skjutit sin fru. Stallet bytte därefter namn till Equipe Larrousse men blev mer känt som Larrousse.
Larrousse började tävla med en Lola LC87 som utrustades med en Cosworth DFZ V8-motor. Stallet startade med bara en bil som kördes av Philippe Alliot. I slutet av året fick man bil nummer två med Yannick Dalmas som förare. 1990 köptes 50 procent av stallet av  Espo Corporation i Japan och fick då namnet Espo Larrousse F1. Espo drog sig dock ur och 1991 såldes 65 procent av stallet till biltillverkaren Venturi och blev Larrousse F1. I september 1992 sålde Venturi sina andelar till en grupp med namnet Comstock, som leddes av tysken Rainer Walldorf. Han visade sig dock vara på flykt undan rättvisan och blev senare dödad under en eldstrid med den tyska polisen. 
1993 blev ett förlustår varför Gerard Larrousse organiserade om stallet 1994. Han skrev ett avtal med Ford och det schweiziska Fast Group SA. Stallets sponsor blev Danone Group, bilarna fick Tourtels färger och kördes av Olivier Beretta och Erik Comas. När pengarna började ta slut ersattes Beretta av de tillfälliga förarna Philippe Alliot, Yannick Dalmas och Hideki Noda. I säsongens sista lopp ersattes Comas av Jean-Denis Deletraz.
I slutet av 1994 blev Larrousse ovän med sin konstruktör Robin Herd, varför det inte blev några nya bilar byggda inför säsongen 1995. Ett försök till samgående med F3000-stallet DAMS misslyckades och i april 1995 blev stallet indraget i diverse rättegångar, varefter stallet upphörde.
Larrousse försökte senare starta om bolaget för att tävla i sportvagnar men framgångarna uteblev.

## F1-säsonger
| Säsong | Tävlingsnamn                   | Bil                    | Motor                    | Däck | Poäng | VM-plac. | Förare 1         | Förare 2        | Övriga förare                                                  |
| ------ | ------------------------------ | ---------------------- | ------------------------ | ---- | ----- | -------- | ---------------- | --------------- | -------------------------------------------------------------- |
| 1987   | Larrousse Calmels              | Lola LC87              | Ford Cosworth DFZ 3.5 V8 | G    | 3     | (9:a)    | Philippe Alliot  | Yannick Dalmas  |                                                                |
| 1988   | Larrousse Calmels              | Lola LC88              | Ford Cosworth DFZ 3.5 V8 | G    | 0     | (11:a)   | Yannick Dalmas   | Philippe Alliot | Pierre-Henri Raphanel Aguri Suzuki                             |
| 1989   | Equipe Larrousse               | Lola LC88C Lola LC89   | Lamborghini 3.5 V12      | G    | 1     | (15:e)   | Michele Alboreto | Philippe Alliot | Éric Bernard Yannick Dalmas                                    |
| 1990   | Espo Larrousse F1              | Lola LC89B Lola LC90   | Lamborghini 3.5 V12      | G    | 11    | (6:a)    | Éric Bernard     | Aguri Suzuki    |                                                                |
| 1991   | Larrousse F1                   | Lola LC91              | Ford Cosworth DFR 3.5 V8 | G    | 2     | (11:a)   | Éric Bernard     | Aguri Suzuki    | Bertrand Gachot                                                |
| 1992   | Central Park Venturi Larrousse | Venturi Larrousse LC92 | Lamborghini 3.5 V12      | G    | 1     | 11:a     | Bertrand Gachot  | Ukyo Katayama   |                                                                |
| 1993   | Larrousse F1                   | Larrousse LH93         | Lamborghini 3.5 V12      | G    | 3     | 10:a     | Philippe Alliot  | Érik Comas      | Toshio Suzuki                                                  |
| 1994   | Tourtel Larrousse F1           | Larrousse LH94         | Ford HB 3.5 V8           | G    | 2     | 11:a     | Olivier Beretta  | Érik Comas      | Philippe Alliot Yannick Dalmas Jean-Denis Deletraz Hideki Noda |